# Friedrich August Ferdinand Christian Went
Frits Went - de nombre completo Friedrich August Ferdinand Christian Went- ( Ámsterdam; 18 de junio de 1863 — Wassenaar; 24 de julio de 1935) fue un botánico y micólogo holandés, profesor de Botánica y director del Jardín Botánico de la Universidad de Utrecht.
Es mayormente conocido por su obra en las fitohormonas, específicamente el rol de la auxina en el fototropismo.
En 1886 obtiene su doctorado. Fue padre del botánico Frits Warmolt Went.

## Algunas publicaciones
- Wakker, IH; Went, FAFC. 1898. Die Ziekten van het Suikerriet op Java. Deel I. Ziekten, de niet door dieren Veroorzakt Worden. 217 pp. Leiden; E.J. Brill

- Went, FAFC; Prinsen Geerligs, H.C. 1895. Beobachtungen über die Hefearten und zuckerbildenden Pilze der Arrakfabrikation. Verhandelingen der Koninklijke Akademie van Wetenschaften te Amsterdam Sect. 2 4 (2): 1-31, 4 tabs.

- 1904. Krulloten en versteende vruchten van de cacao in Suriname ... con 6 pl.

- 1910. Untersuchungen über Podostemaceen ... con 15 pls.

- 1926. Latex as a constituent of the cell-sap. 7 pp.

- La abreviatura «Went» se emplea para indicar a Friedrich August Ferdinand Christian Went como autoridad en la descripción y clasificación científica de los vegetales.[1]